# بارتاز
بارتاز (به ارمنی: Բարդութաղ) (ترکی آذربایجانی: Bartaz) یک منطقهٔ مسکونی در جمهوری آرتساخ است که در استان کاشاتاق واقع شده‌است. بارتاز ۶۴۲ نفر جمعیت دارد.